# 西麻布ヒルズ
西麻布ヒルズ（にしあざぶヒルズ）は、サンミュージックプロダクションに所属する日本のお笑いコンビ。1998年結成。

## メンバー
千太郎（本名：大塚 千太郎〈おおつか せんたろう〉1982年11月16日 -（42歳））
ツッコミ担当。
千葉県船橋市出身、血液型B型。ガンビア人と日本人のハーフ。既婚で19歳時のできちゃった結婚により、一女（2000年 - ）を授かっている。
無名時代、フジテレビ系バラエティ番組『サタ☆スマ』にピンで出演していた。
秋葉原でマジカルロリポップのマネージャー兼キャストをしている。

櫻井市長（さくらいしちょう、本名：櫻井 慎一朗〈さくらい しんいちろう〉1979年6月26日 -（45歳））
ボケ担当。
北海道美唄市出身、大阪芸術大学舞台芸術学科演劇演出コース中退。血液型O型。実父は美唄市元市長の桜井道夫。
高校時代から人前に出ることを好み、学園祭にて物真似などをやって目立っていた。気付けば「目指すものは芸人しかないな」と思っていたという。

## 概説
- 2007年9月17日、コンビ名を「シベリア超特急」に改名。この日は、同名の映画『シベリア超特急』の監督・水野晴郎と同じ舞台に立った日でもあった[2]。その後は再び西麻布ヒルズに戻した。以前にも「西麻布チュッチュッ」というコンビ名だった時期がある。現在以前には稲川素子事務所に所属していた。当時は一時期、事務所名と同じ「稲川素子事務所」という紛らわしいコンビ名で活動していたこともある。2007年11月頃から、サンミュージックに移籍する2008年4月頃まではフリーで活動していた。コンビ結成当初の2人はタレントとマネージャーという関係で、マネージャーだった櫻井に誘われてコンビを組んだ[1]。
- 主に漫才を演じ、千太郎を黒人やアフリカの人種・民族に見立てたネタなどを繰り出している。他にも外国人や人種などの差別ネタが多いため、テレビで披露される機会はあまりない。
- 千太郎はベネ（元イザベルとベネ）と共に、コンビ「ベネと千太郎」として『エンタの神様』に出演したことがある（その時のキャッチコピーは「禁断のブラックジョーク」）。
- 2008年9月、当時の美唄市長だった櫻井の父がライブに特別出演した際、櫻井と共にパンツ一丁で漫才を披露した。櫻井が自身のブログにその画像を掲載したところ、後日市議会で父がその件について問われ「軽率でした」と謝罪。櫻井もこの記事を削除してブログ上で謝罪した[3]。この一件は全国ニュースでも取り上げられ、サンデージャポンでもネタにされた。

## 出演
- プロジェクトX〜挑戦者たち〜
- 奇跡体験!アンビリバボー
- 人類滅亡と13のコント集
- EZ!TV
- エンタの神様（日本テレビ、2004年10月9日）千太郎のみ「ベネと千太郎」として出演。キャッチコピーは「禁断のブラックジョーク」
- サタ☆スマ 先述とおり、千太郎のみ、演歌歌手を目指す企画。夢を叶えるためSMAPの香取慎吾の協力のもと、一時は毎週のように出演していたこともあった。
- ダウンタウンのガキの使いやあらへんで!! 千太郎のみ
- ぐるぐるナインティナイン 千太郎のみ
- 爆笑ピンクカーペット キャッチコピーは「welcome to Japan」
- 爆笑レッドシアター 「ホワイトシアター」に出演。
- エンタの天使（日本テレビ、2010年3月24日）キャッチコピーは「実録!笑える悲惨話」。元々は『エンタの神様』の番組中で収録されたものだったが、未放映だったためこちらで放送。
- カンニングの恋愛中毒（GyaO）
- 東京ビタミン寄席（中野ケーブルテレビ）
- 恋愛番長（ビーズログTV）千太郎のみ
- 怪奇恋愛作戦 第1話（テレビ東京、2015年1月10日）千太郎のみ
- となりのチカラ 第3話（2022年2月10日、テレビ朝日） - クワメ・アナン 役（千太郎）

## 映画
- 少林老女（寺内康太郎監督）ぺぺ役 （千太郎のみ）
- スラッカーズ 傷だらけの友情（2009年12月公開）（千太郎のみ）

## Vシネマ
- 蕎麦っ娘ゆずちゃん（廣田幹夫監督） ジョージ役 (千太郎のみ)

## CD
- BABAサンバ あなたが命浅見千代子とのユニット「ブッチューズ」として（千太郎のみ）

## DVD
- ビーズログTV 恋愛番長・二学期 国語＆数学 「国語」ゲスト ボブ役（千太郎のみ）